# Calypso (geslacht)
Calypso is een monotypisch geslacht uit de orchideeënfamilie en de onderfamilie Epidendroideae.
De enige soort in dit geslacht, Calypso bulbosa, komt ook in Noord-Europa voor.

## Naamgeving en etymologie
Synoniemen: Calypsodium Link, Cytherea Salisb., Norna Wahlenb., Orchidium Sw.
De botanische naam Calypso is afkomstig van het Oudgriekse 'Kalypso', (verborgene), wat zou slaan op het voorkeurshabitat van deze plant, namelijk schaduwrijke plaatsen in naaldbossen.

## Kenmerken
Aangezien Calypso een monotypisch geslacht is, wordt het volledig beschreven door zijn enige vertegenwoordiger, Calypso bulbosa.

## Voorkomen
Calypso is een plant van schaduwrijke naaldbossen. De soort heeft een circumpolaire verspreiding, van Noord-Europa (Scandinavië) over Azië tot in Noord-Amerika.

## Taxonomie
Calypso wordt tegenwoordig samen met Corallorhiza en nog enkele andere geslachten tot de tribus Calypsoeae gerekend.
Het is een monotypisch geslacht met slechts één soort:
- Calypso bulbosa (L.) Oakes (1842) (Noord-Europa, Noord-Azië en Noord-Amerika)

Geslachten: Aplectrum · Calypso · Changnienia · Corallorhiza · Cremastra · Dactylostalix · (Didiciea) · Ephippianthus · Govenia · Oreorchis · Tipularia · Yoania · Wullschlaegelia